# Waidhofen an der Thaya-Land
Waidhofen an der Thaya-Land est une commune autrichienne du district de Waidhofen an der Thaya en Basse-Autriche.